# TAS2R4
Receptor ukusa tip 2 član 4 je protein koji je kod ljudi kodiran TAS2R4 genom.
Ovaj protein je član familije of mogućih receptora ukusa. On pripada grupi G protein spregnutih receptora i specifično je izražen u ćelijama ukusa jezika i epitela nepci. On deluje kao receptor gorkog ukusa. Ovaj receptor ukusa ne sadrži introne. Njegov gen se nalazi na hromozomu 7.

## Literatura
- Kinnamon SC (2000). „A plethora of taste receptors”. Neuron. 25 (3): 507—10. PMID 10774719. doi:10.1016/S0896-6273(00)81054-5.
- Margolskee RF (2002). „Molecular mechanisms of bitter and sweet taste transduction”. J. Biol. Chem. 277 (1): 1—4. PMID 11696554. doi:10.1074/jbc.R100054200.
- Montmayeur JP, Matsunami H (2002). „Receptors for bitter and sweet taste”. Curr. Opin. Neurobiol. 12 (4): 366—71. PMID 12139982. doi:10.1016/S0959-4388(02)00345-8.
- Firestein S (2000). „The good taste of genomics”. Nature. 404 (6778): 552—3. PMID 10766221. doi:10.1038/35007167.
- Matsunami H, Montmayeur JP, Buck LB (2000). „A family of candidate taste receptors in human and mouse”. Nature. 404 (6778): 601—4. PMID 10766242. doi:10.1038/35007072.
- Ueda T; Ugawa S; Ishida Y;  . (2001). „Identification of coding single-nucleotide polymorphisms in human taste receptor genes involving bitter tasting”. Biochem. Biophys. Res. Commun. 285 (1): 147—51. PMID 11437385. doi:10.1006/bbrc.2001.5136.
- Zhang Y; Hoon MA; Chandrashekar J;  . (2003). „Coding of sweet, bitter, and umami tastes: different receptor cells sharing similar signaling pathways”. Cell. 112 (3): 293—301. PMID 12581520. doi:10.1016/S0092-8674(03)00071-0.
- Hillier LW; Fulton RS; Fulton LA;  . (2003). „The DNA sequence of human chromosome 7”. Nature. 424 (6945): 157—64. PMID 12853948. doi:10.1038/nature01782.
- Fischer A, Gilad Y, Man O, Pääbo S (2005). „Evolution of bitter taste receptors in humans and apes”. Mol. Biol. Evol. 22 (3): 432—6. PMID 15496549. doi:10.1093/molbev/msi027.
- Go Y, Satta Y, Takenaka O, Takahata N (2006). „Lineage-Specific Loss of Function of Bitter Taste Receptor Genes in Humans and Nonhuman Primates”. Genetics. 170 (1): 313—26. PMC 1449719 . PMID 15744053. doi:10.1534/genetics.104.037523.